# Cerveteri
Cerveteri (em latim: Cere) é uma comuna italiana da região do Lácio, província de Roma, com cerca de 26.705 habitantes. Estende-se por uma área de 134 km², tendo uma densidade populacional de 199 hab/km². Faz fronteira com Anguillara Sabazia, Bracciano, Fiumicino, Ladispoli, Santa Marinella, Tolfa. É conhecida pelas suas várias necrópolis etruscas, sendo considerada um patrimônio histórico da humanidade pela UNESCO.

## Demografia
| Variação demográfica do município entre 1861 e 2011                               |
|                                                                                   |
| Fonte: Istituto Nazionale di Statistica (ISTAT) - Elaboração gráfica da Wikipedia |